# Thomas Lovell Beddoes

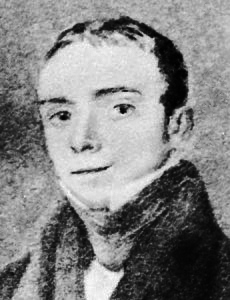
Thomas Lovell Beddoes (1824)

Thomas Lovell Beddoes, född 20 juli 1803 och död 26 januari 1849, var en brittisk poet.
Beddoes levde mestadels på kontinenten, i början för att studera medicin, senare som diktare. Han lyrik är mestadels romantiskt lyrisk av blankvers. Han publicerade även ett drama, Death's jest book, präglat av hans tilltagande sinnessjukdom.